# ام‌تی ایندیگا
ام‌تی ایندیگا (به انگلیسی: MT Indiga) یک کشتی است که طول آن ۱۶۴٫۴۰ متر (۵۳۹٫۳۷ فوت) می‌باشد. این کشتی در سال ۱۹۷۶ ساخته شد.